# Museu Arqueològic José María Soler
El Museu Arqueològic Municipal de Villena, (Alt Vinalopó) oficialment Museu Arqueològic José María Soler (en castellà Museo Arqueológico José María Soler) està situat en la planta baixa del Palau Municipal, edifici renaixentista de principis del segle xvi. Va ser inaugurat el 1957 per albergar les troballes arqueològiques reunides per José María Soler García durant els més de quaranta anys que de treball seu a Villena i voltants. Els fons existents permeten conèixer la comarca de l'Alt Vinalopó, des del Paleolític fins al segle xx, comptant amb peces procedents de Biar, Beneixama, el Camp de Mirra, la Canyada de Biar, Cabdet, Salines, Saix i Villena.
Després del descobriment el 1963 del Tresor de Villena fou reconegut el 1967 oficialment per Ordre Ministerial per sol·licitud de l'Ajuntament.

## Col·lecció[2]

### Paleolític mitjà, Paleolític superior i Epipaleolític
Al Paleolític mitjà pertanyen les troballes més antigues descobertes a la zona. La col·lecció es compon de puntes, rascadors, raspadors, ganivets, buríns, perforadors i denticulats tallats en sílex, típics dels caçadors nòmades mosterians. Tenen una antiguitat de 50.000 anys i han aparegut principalment a la Cova del Cochino.
Les descobertes del Paleolític superior i l'Epipaleolític són similars, però la seua quantitat disminuïx, ja que existix major especialització del treball i millor aprofitament de la matèria primera. Han aparegut important materials en les dos coves de la Huesa Tacaña.

### Neolític
Durant el Neolític es desenvolupen l'agricultura i la ramaderia. Per tant, la col·lecció es nodrix amb les diferents mostres de ceràmica que apareixen als nous llocs d'habitació com ara la Cova del Lagrimal, o posteriorment, poblats en pla com ara l'Arenal de la Virgen, la Casa de Lara o la Macolla.

### Eneolític
L'Eneolític marca l'arribada de les primeres societats metal·lúrgiques, caracteritzades en esta zona pels enterraments múltiples en cova, com ara els de les Coves del Alto o la Cova de las Lechuzas. És de destacar:
- Aixovar del Peñón de la Zorra: està format per un punyal de coure, dos puntes palmela, una anella de plata i diverses contes de collar.

### Edat del Bronze

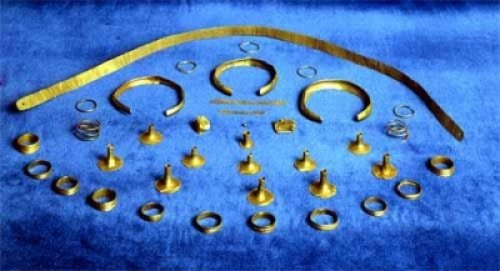
Conjunt del Tresoret del Cabezo Redondo

És durant l'edat del bronze quan s'intensifica el poblament, cosa que corroboren els més de vint jaciments descoberts amb cronologies dispars al llarg de tot el segon mil·lenni a.C. El més important de tots és sense dubte el jaciment argàrtic del Cabezo Redondo. Allí s'han trobat molins, dents de falç, destrals, aixols, cereals, etc. que engronsen la col·lecció del museu. Estes troballes mostren la importància que ja tenien la ramaderia i la caça. Quant a la metal·lúrgia, s'han trobat motles, gresols, encluses, cisells i nombrosos objectes de metal. No obstant això, la major descoberta d'este jaciment és:
- Tresoret del Cabezo Redondo: Descobert el 1963, està compost per 35 peces, la majoria d'adorn personal, una diadema, anells, braçalets, penjolls, grans de collar, espirals, cintetes i un menut lingot d'or.

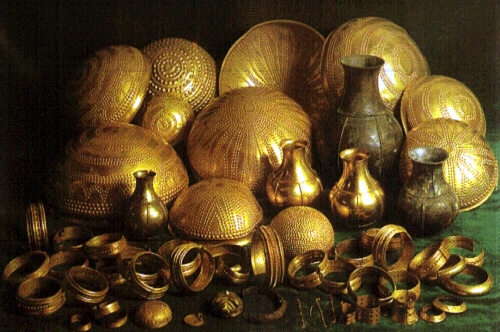
Conjunt del Tresor de Villena

També a este període pertany la peça principal del museu, que aparegué casualment uns kilòmetres més al nord, a la Rambla del Panadero. Tant per la seua mida com per la seua importància, és una de les principals troballes arqueològiques del Bronze a tot Europa:
- Tresor de Villena: Descobert el 1963 a l'interior d'un vas de ceràmica, està format principalment per peces d'or: 11 bols de xapa d'or batut; 28 braçalets amb peces lises, motllurades i calades; cinc flascons, dos d'or i tres de plata, dues peces mixtes (un botó d'ambre i or i un fermall de ferro i or) i un braçalet de ferro, tresor que suma un total de 10 kilos d'or i 600 grams de plata.[4] L'1 d'abril de 2005 se'l va declarar Bé d'Interés Cultural.[3]

### Edat mitjana
De l'edat mitjana hi ha fons dels segles XIV i XV provinents del Castell de Salvaterra i el Castell de La Atalaya, que són castells de la ciutat, i troballes del nucli antic.

### Edat Moderna
Hi ha ceràmiques i objectes quotidians dels segles XV fins al XVIII.